# Isolation (Biologie)
Isolation bezieht sich in der Biologie auf die sogenannte reproduktive Isolation, dies ist die Unterbrechung des Genflusses zwischen Populationen derselben Art. Diese können anschließend mit Mitgliedern anderer Populationen keine fruchtbaren Nachkommen mehr zeugen, wie es die biologische Definition einer Art verlangt. Sie ist damit ein wesentlicher Vorgang bei der Bildung neuer genetischer Isolate, neuer Unterarten und schließlich neuer Arten.
Isolation kommt dabei auf verschiedenen Wegen zustande:
- Geografische Isolation ist die räumliche Trennung von Populationen derselben Art
- Ökologische Isolation ist die Besetzung verschiedener ökologischer Nischen durch Populationen derselben Art im selben Gebiet

Einige weitere Faktoren, die Isolation bewirken können, werden in der Evolutionsbiologie diskutiert, ihre Bedeutung ist aber derzeit noch nicht geklärt. So kann assortative Paarung möglicherweise über sexuelle Selektion verschiedene Gruppen innerhalb einer Population gegeneinander isolieren und so ebenfalls eine Aufspaltung in mehrere Populationen bewirken, ohne dass diese auch räumlich isoliert sein müssten.
Geographische und ökologische Trennung isoliert zwar verschiedene Populationen einer Art voneinander, die sich anschließend unter Umständen zu neuen Arten entwickeln können. Diese Isolation ist aber zunächst reversibel (umkehrbar), wenn ein erneuter Kontakt wieder hergestellt wird. Eine vollständige reproduktive Isolation, bei der die Trennung auch bei direktem Kontakt aufrechterhalten wird, ist erst das Ergebnis von, später evolvierten, Isolationsmechanismen.

## Reproduktive Isolation
Siehe auch: Isolationsmechanismen
Die reproduktive Isolation entsteht dadurch, dass Mutationen im generativen System eines Organismus eine Unterbrechung des Genflusses zwischen den Organismen einer Art hervorrufen.
Diese Art der Isolation spielt vor allem bei Organismen mit sexueller Fortpflanzung eine Rolle. Dazu gehören viele Tiere, Pflanzen und Protisten, aber auch Bakterien, die durch Konjugation Gene austauschen können.
Als präzygotisch oder progam werden Mechanismen bezeichnet, die eine Paarung oder Befruchtung und damit die Bildung einer Zygote verhindern: Sie können verschiedene Ebenen des generativen Systems betreffen:
- Mechanische Isolation: Mechanische Inkompatibilität der Geschlechtsorgane („Schlüssel-Schloss-Prinzip“)
- Zeitliche und räumliche Isolation: Veränderungen in der zeitlichen Abstimmung der Fortpflanzung: Begattung, Brunft oder Blüte finden zu unterschiedlichen Tages- oder Jahreszeiten statt. Bei der räumlichen Isolation befinden sich die Paarungsorte an unterschiedlichen Stellen.
- Ethologische Isolation: Veränderungen bei sozialen Auslösern und Verhaltensweisen bei Balz, Kopulation und Brutpflege
  - Afrikanische Witwenvögel (Viduinae) als Brutparasiten werden als Nestlinge auf den Gesang ihrer jeweiligen Wirtseltern eingestellt (siehe soziales Lernen und Tradition). An diesem Gesang erkennen sie zur Fortpflanzungszeit ihre Brutwirte und ihre Paarungspartner. Auf diese Weise entstehen entsprechend den unterschiedlichen Wirten unterschiedliche Abstammungslinien bei den Witwenvögeln, die reproduktiv voneinander isoliert sind.
  - Bei den Westaustralischen Seepferdchen (Hippocampus subelongatus) paaren sich die Männchen stets mit Weibchen ähnlicher Körpergröße. Dadurch optimieren beide Geschlechter ihren Fortpflanzungserfolg. Für ein großes Weibchen ist es ein Nachteil, einen kleineren Partner zu wählen, da es nicht all seine reifen Eier in der Bruttasche unterbringen kann. Für ein größeres Männchen bestünde der Nachteil darin, dass seine Bruttasche nicht optimal genutzt würde. Wenn sich also ständig Große mit Großen und Kleine mit Kleinen paaren, führt das langfristig zur Aufspaltung in zwei Arten. Diese Hypothese konnte auf Grund genetischer Daten gestützt werden.

- Gametische Isolation: Chemische Inkompatibilität von Spermium und Eizelle.

Postzygotisch oder metagam sind Mechanismen, die Paarung oder Befruchtung zwar erlauben, aber verhindern, dass sie zum Erfolg führen, d. h. die Nachkommen sind entweder nicht lebensfähig oder (stark) benachteiligt.
- Der hybride Organismus stirbt vor Erreichen der Geschlechtsreife.
- Die Hybriden erzeugen keine befruchtungsfähigen Keimzellen. Dies tritt beispielsweise dann auf, wenn sich die Zahl der Chromosomen der väterlichen und mütterlichen Chromosomensätze unterscheiden und sich damit Probleme bei der Reduktionsteilung Meiose ergeben.
- Die Nachkommen von Hybriden sind nicht lebens- oder fortpflanzungsfähig. Beispiel: Maultiere entstehen durch eine Kreuzung zwischen einem Eselhengst und einer Pferdestute. Weibliche Maultiere können mit Pferde- oder Eselhengsten keine Nachkommen zeugen. Maulesel entstehen durch eine Kreuzung aus einer Eselstute und einem Pferdehengst. Sie sind meist unfruchtbar. Der Wasserfrosch Rana esculenta (Hybride zwischen Seefrosch und Kleiner Wasserfrosch) hingegen erhält seine Vitalität durch Rückkreuzung mit einer der beiden Elternarten.

## Ökologische Isolation
Verschiedene Populationen einer Art leben im selben Gebiet, nutzen aber die Ressourcen auf unterschiedliche Weise, haben also unterschiedliche ökologische Nischen gebildet. Dies kann zu einer Aufspaltung der Population und letztendlich zur Bildung von zwei getrennten Arten führen. Die unterschiedliche Einnischung von Teilpopulationen in demselben Lebensraum führt aber nur dann zu der Entstehung neuer Arten, wenn die Fortpflanzungsfähigkeit zwischen ihnen durch zusätzliche Merkmalsänderungen eingeschränkt oder unterbrochen wird.

## Geographische Isolation
und 
Hier werden zwei Populationen durch geografische Barrieren voneinander getrennt. Kommt es in den verschiedenen Populationen zu Mutationen, die zur reproduktiven Isolation führen, haben sich neue Arten etabliert. Dies nennt man Allopatrische Artbildung.
Welche Barrieren wirksam sind, hängt von der Art und Weise der Verbreitung der Organismen ab. So stellen die Ozeane für flugunfähige Landtiere eine Barriere dar, nicht aber für die Kokospalme. Weitere Barrieren können Gebirge, Flüsse und Wüsten sein.
Gebirgsentstehung, Kontinentaldrift und Eiszeiten sind Veränderungen, die nur langsam vonstattengehen. Über lange Zeiträume hinweg ist der Genfluss zwischen benachbarten Populationen kaum eingeschränkt. Erst wenn die Barriere groß genug ist, kann es zu einer unterschiedlichen Entwicklung der Populationen kommen.
Die heutige geografische Verteilung nah verwandter Arten oder das Auftreten endemischer Arten sowie die Kenntnis der geologischen und klimatologischen Veränderungen und die Möglichkeit ihrer Datierung erlauben die Bestimmung der Zeiträume, in welchen neue Arten aus einer Stammart entstanden sein können.
Beispiel:
- Kontinentaldrift: Beuteltiere, Madagaskar-Fauna
- Eiszeit: Nahverwandte hochalpine Pflanzenarten in den Alpen und in Skandinavien, die aus einer Stammpopulation während der Eiszeit hervorgingen und mit den in der Warmzeit zurückweichenden Gletschern einerseits nach Süden andererseits nach Norden zogen und als an kalte Klimabedingungen angepasste Organismen die zwischen Alpen und Skandinavien liegende „Wärme-Barriere“ zurzeit nicht überwinden können.

Da eine geographische Isolation keine zwingende Voraussetzung für eine reproduktive Isolation ist, muss sie nicht immer mit deutlichen morphologischen Veränderungen einhergehen:
In den USA existieren Schwesterarten von Drosophila, die morphologisch nicht unterscheidbar und nicht kreuzbar sind. Auf Hawaii sind Drosophila-Arten zu finden, die geographisch voneinander getrennt sind, sich morphologisch deutlich unterscheiden und trotzdem miteinander kreuzbar sind.
Dies ist einer der Gründe, warum Stammbäume, die nur auf der Interpretation der morphologischen Befunde beruhen, nicht eindeutig sind und diskutiert werden. Durch ergänzende Untersuchungen der entsprechenden rezenten Arten lassen sich aber die Möglichkeiten an verschiedenen Stammbäumen einschränken.